# Cynthia rosacea
Cynthia rosacea är en fjärilsart som beskrevs av Reuss 1915. Cynthia rosacea ingår i släktet Cynthia och familjen praktfjärilar. Inga underarter finns listade i Catalogue of Life.